# Outsider (album van Roger Taylor)
Outsider is het zesde soloalbum van Queen-drummer Roger Taylor. Het album werd uitgebracht op 1 oktober 2021. Tussen 2 en 22 oktober ging Taylor op tournee door het Verenigd Koninkrijk om het album te promoten. Het album is geïnspireerd door de lockdowns rondom de coronapandemie.
Enkele nummers op het album zijn opnieuw opgenomen versies van oudere nummers van Taylor. "Absolutely Anything" is een nieuwe versie van de titeltrack van de gelijknamige film uit 2015. "Foreign Sand" is een nieuwe mix van een single van het album Happiness? uit 1994. "Journey’s End" werd oorspronkelijk in 2017 uitgebracht als single, en wordt gepresenteerd op het album als een nieuwe mix. "Gangsters Are Running This World", een single uit 2019, kent twee versies op het album, waarbij de zogeheten "purple version" een meer agressieve versie is. "Isolation" werd in 2020 tijdens de coronapandemie uitgebracht als losstaande single.

## Tracklist
Alle nummers geschreven door Roger Taylor, tenzij anders vermeld.

| Nr. | Titel                                                | Schrijver(s)                         | Duur |
| --- | ---------------------------------------------------- | ------------------------------------ | ---- |
| 1.  | "Tides"                                              |                                      | 3:39 |
| 2.  | "I Know, I Know, I Know"                             |                                      | 3:51 |
| 3.  | "More Kicks (Long Day's Journey into Night... Life)" |                                      | 4:56 |
| 4.  | "Absolutely Anything"                                |                                      | 5:04 |
| 5.  | "Gangsters Are Running This World"                   |                                      | 4:04 |
| 6.  | "We're All Just Trying to Get By" (met KT Tunstall)  |                                      | 2:52 |
| 7.  | "Gangsters Are Running This World" (Purple Version)  |                                      | 2:37 |
| 8.  | "Isolation"                                          |                                      | 3:24 |
| 9.  | "The Clapping Song"                                  | Kay Werner, Lincoln Chase, Sue Werne | 2:55 |
| 10. | "Outsider"                                           |                                      | 3:41 |
| 11. | "Foreign Sand" (English Mix)                         | Taylor, Yoshiki                      | 3:01 |
| 12. | "Journey's End" (2021 Mix)                           |                                      | 6:58 |